# Dirge of Cerberus: Final Fantasy VII
Dirge of Cerberus: Final Fantasy VII is een computerspel ontwikkeld door Square Enix en Monolith Soft en uitgegeven door Square Enix. Het spel is uitgekomen voor de PlayStation 2 in Japan op 26 januari 2006, op 15 augustus in Noord-Amerika, en op 17 november in Europa.
Het spel is een voortzetting van het zevende deel in de Final Fantasy-serie. In dit spel volgt de speler de verhalen van Vincent Valentine. In tegenstelling tot voorgaande spellen is dit deel geen rollenspel, maar een third-person shooter.

## Spel
Het verhaal begint drie jaar na het eerste spel in de serie en een jaar na het filmische vervolg. Een groep krijgers van de ShinRa-groep, bekend als Deepground, verwoestte een groot aantal steden en ontvoerde enkele inwoners. Vincent Valentine, strijder tegen Deepground, hoort van de bedoelingen van deze groep, genaamd Tsviets, die dreigen de wereld te vernietigen met het legendarische beest Omega.
Doel van het spel is in de huid van Vincent Valentine te kruipen om de wereld te redden door de WRO (World Regenesis Organisation) te helpen bij zijn missie om de kwade plannen van de Deepground-groep te beëindigen en ze voorgoed te stoppen.

## Personages
Een groot aantal personages uit voorgaande delen komen voor, maar zijn niet allen speelbaar. Dit zijn Cid Highwind, Cloud Strife, Red XIII, Yuffie Kisaragi en Tifa Lockheart.
Speelbare figuren zijn:
- Vincent Valentine, de hoofdpersoon en voormalig lid van de Shinra, een speciale vechterseenheid.
- Cait Sith, is Reeve's robot. Ziet eruit als een pluche kat en kan alleen worden gespeeld met een korte missie.